# Kanzlersgrund
Kanzlersgrund est un complexe de tremplins de saut à ski situé à Oberhof en Allemagne avec en autre le tremplin de Rennsteig et de Hans Renner.